# Virgil Misidjan
Virgil Roy Misidjan (Goirle, Países Bajos, 24 de julio de 1993), apodado Vura, es un futbolista neerlandés. Juega como centrocampista y su equipo es el Ferencváros T. C. de la Nemzeti Bajnokság I.

## Trayectoria

### Willmen II
Virgil Misidjan comenzó su carrera futbolística en el Willem II. A principios de 2012 ayudó al equipo a lograr el ascenso a la Eredivisie, terminando la temporada con 6 goles en 14 partidos. Hizo su debut con el primer equipo en una derrota a domicilio por 1-0 ante Den Bosch el 29 de enero de 2012, entrando como suplente.

### Ludogorets Razgrad
El 16 de agosto de 2013, Misidjan fichó por el Ludogorets Razgrad de Bulgaria por una tarifa de 700 000 €. Le dieron la camiseta número 93 e hizo su debut al día siguiente, en una victoria a domicilio por 1-0 sobre el Lokomotiv Plovdiv donde entró como suplente en la segunda mitad. En la fase de grupos de la UEFA Europa League 2013-14 anotó dos goles en los partidos contra el PSV Eindhoven. También marcó dos goles en los play-offs de la UEFA Champions League 2016-17 contra el Viktoria Plzeň ayudando al Ludogorets a clasificarse para la fase de grupos. El 6 de diciembre de 2016, marcó su primer gol en los grupos del torneo, lo que le dio a su equipo una ventaja de 1-0 en el empate 2-2 en el partido fuera de casa contra el Paris Saint-Germain.
El 21 de octubre de 2017 amplió su contrato con el equipo hasta el 30 de junio de 2020.

### 1. FC Núremberg
El 31 de agosto de 2018, el último día de la ventana de transferencia de verano de 2018 se unió al 1. F. C. Núremberg.

### PEC Zwolle
En enero de 2021 regresó a los Países Bajos al firmar un contrato de seis meses con el PEC Zwolle.

### FC Twente
En junio de 2021 fichó por el FC Twente por dos años.

## Selección nacional
Misidjan recibió una convocatoria para la selección sub-20 de los Países Bajos en 2013 y jugó un partido amistoso contra Serbia sub-21 el 22 de marzo de 2013, entrando como suplente en el descanso en lugar de Guus Hupperts.
En 2014, Misidjan se negó a jugar para Surinam. En diciembre de 2017, el exentrenador de Ludogorets, Georgi Dermendzhiev, insinuó que el futbolista podría jugar para Bulgaria después de agosto de 2018.

## Vida personal
Misidjan recibió una sentencia suspendida de 58 días de prisión y se le ordenó realizar 240 horas de servicio comunitario después de ser declarado culpable de agresión por un altercado en el estacionamiento de Roosendaal en enero de 2018 con un hombre de 68 años.

## Palmarés
RKC Waalwijk
- Eerste Divisie: 2010-11

Ludogorets
- Liga Bulgaria A PFG: 2013-14; 2014–15, 2015–16, 2016-17, 2017-18
- Copa de Bulgaria: 2013-14
- Supercopa de Bulgaria: 2014, 2018